# Paradise Is Here
Paradise Is Here è un brano musicale del cantautore  irlandese Paul Brady dell'album del 1987 Primitive Dance.

## Versione di Tina Turner

### Tracce
1. Paradise Is Here (Main Version) – 5:35
2. Paradise Is Here (7" Edit) – 5:00
3. Paradise Is Here (12" Live Version) – 7:25

## Versione di Cher

### Tracce
CD Stati Uniti
1. Paradise Is Here (Single Mix)
2. Paradise Is Here (Junior's Arena Anthem)
3. Paradise Is Here (Runway Mix)
4. Paradise Is Here (Glow Stick Mix)
5. Paradise Is Here (Give Me the Night Dub)
6. Paradise Is Here (Sunrise Mix)
7. Paradise Is Here (Eurodance Mix)
8. Paradise Is Here (Garage Revival Mix)